# Gradigne
Gradigne (in croato Gradinje) è un insediamento di 116 abitanti del comune di Portole, situata nella penisola istriana.

## Geografia fisica
L'insediamento è formato da diversi piccoli abitati lievemente separati, tra i quali Gravist, Bartoli, Visintini e Zubini, che recano il nome delle famiglie che si erano ivi insediate. Il territorio di Gradigne, prevalentemente destinato ad uso agricolo, si estende su una breve valle, posta alla base dell'altopiano di Sterna, su cui scorre il torrente Crescenza.
Poco a est del centro di Gradigne, sono presenti le sorgenti termali di Istarske Toplice, situate in località Santo Stefano al Quieto, ai piedi di una rupe alta 81 m e rientrante ad angolo acuto. Questo massiccio calcareo, di origine eocenica, è anche detto Grotta di Santo Stefano, dal momento che la parete, rientrando alla base, forma una caverna profonda 20 m e alta circa 30 m in corrispondenza dell'ingresso.

## Monumenti e luoghi d'interesse

### Castello di Santo Stefano
Accanto alle poche rovine di un castello romano, vicino alla Chiesa di Santo Stefano si trovano i resti di una fortezza medievale, che nel Trecento era denominata Gradaz dagli abitanti di origine slava, con muraglie, torri e castelletto di pianta quadrata. Si scorgono, inoltre, sulla vetta di Santo Stefano, le tracce di un fortilizio preistorico e di due castellieri.

### Sorgente termale di Santo Stefano
La sorgente, posta sotto le Grotte di Santo Stefano, è citata nella Tavola Peutingeriana del XII-XIII secolo e nota per le caratteristiche terapeutiche dell'acqua sulfurea, che sgorga a una temperatura di 33÷35 °C fin dall'epoca romana. Dopo la caduta dell'impero romano, le terme rimasero inutilizzate, fino al 1817, quando i marchesi De Gravisi, che possedevano anche il territorio di Stridone (Žrenj), fecero costruire una baracca in legno con delle vasche. Nel 1925 i fratelli Facchini ristrutturarono le terme, potenziando gli impianti, che nel 1944 furono distrutti. Nel dopoguerra, sotto la Repubblica Federale di Jugoslavia sorsero nuovi impianti annessi ad un albergo, oggi dotato di piscina, palestra e di sale per i fanghi e per i massaggi. Nelle vicinanze delle terme vi è anche l'acquedotto istriano che, dalle sorgenti di San Giovanni di Pinguente  porta le acque alle frazioni di Portole e Montona. Tale acquedotto venne distrutto nel 1944 e poi ricostruito nel dopoguerra e, di fianco ad esso, vi è un serbatoio sotterraneo da 2000 m3.

### Architetture religiose

#### Chiesa di Sant'Antonio
La chiesa sorge nel nucleo abitato più antico e presenta un porticato con otto colonne e travi di rovere che sorreggono il tetto. La pianta è rettangolare e il campanile è incorporato nell'edificio, attorniato da lodogni secolari. All'interno vi è un altare imponente dotato di tre pale, di cui la centrale raffigura sant'Antonio e le due laterali due angeli, che si staglia su uno sfondo giallo chiaro.

#### Chiesa di Santo Stefano della Vena
Situata in cima alla rupe che domina la località di Santo Stefano al Quieto, ha pianta rettangolare, con l'abside semicircolare inscritta ed è attualmente in stato di abbandono. Il toponimo Vena significa, in celtico, "rupe", "sasso" o "masso sporgente".

### Altro
Sul letto del fiume Quieto  c'era il vecchio mulino di Comargnacco, detto anche "il mulino di Mainardo di Sovignacco", che fu acquistato dai Portolesi nel 1377. Nell'abitato di Rusgnano, situato a est di Santo Stefano al Quieto, si trova il mulino di Layme.

## Società

### Evoluzione demografica
| 1880 | 1890 | 1900 | 1910 | 1948 | 1953 | 1961 | 1971 | 1981 | 1991 | 2001 | 2011 |
| 250  | 263  | 248  | 267  | 287  | 286  | 230  | 175  | 174  | 165  | 142  | 116  |

### Etnie
|          |          |  |        |        |
| -------- | -------- |  | ------ | ------ |
| Croati   | Croati   |  | 47,87% | 47,87% |
| Istriani | Istriani |  | 30,30% | 30,30% |
| Italiani | Italiani |  | 12,12% | 12,12% |
| Serbi    | Serbi    |  | 1,81%  | 1,81%  |
| Indecisi | Indecisi |  | 1,21%  | 1,21%  |